# Tour Méditerranéen 1997
Il Tour Méditerranéen 1997, ventiquattresima edizione della corsa, si svolse dal 12 al 16 febbraio 1997 su un percorso di 677 km ripartiti in 6 tappe. Fu vinta dal francese Emmanuel Magnien della Festina-Lotus davanti agli italiani Michele Bartoli e  Francesco Frattini.

## Tappe
| Tappa  | Data        | Percorso                                 | km   | Vincitore di tappa  | Leader cl. generale |
| ------ | ----------- | ---------------------------------------- | ---- | ------------------- | ------------------- |
| 1ª     | 12 febbraio | Béziers > La Grande-Motte                | 107  | Mario Cipollini     | Mario Cipollini     |
| 2ª     | 13 febbraio | Arles > Rognac                           | 72   | Mario Cipollini     | Mario Cipollini     |
| 3ª     | 13 febbraio | Berre l'Etang > Velaux (cron. a squadre) | 18.9 | Festina-Lotus       | Emmanuel Magnien    |
| 4ª     | 14 febbraio | La Fare-les-Oliviers > Antibes           | 214  | Massimo Strazzer    | Emmanuel Magnien    |
| 5ª     | 15 febbraio | Cannes > Mont Faron                      | 141  | Michele Bartoli     | Emmanuel Magnien    |
| 6ª     | 16 febbraio | Hyères > Marsiglia                       | 124  | Aleksandr Gončenkov | Emmanuel Magnien    |
| Totale | Totale      | Totale                                   | 677  |                     |                     |

## Dettagli delle tappe

### 1ª tappa
- 12 febbraio: Béziers > La Grande-Motte – 107 km

| Pos. | Corridore        | Squadra     | Tempo    |
| ---- | ---------------- | ----------- | -------- |
| 1    | Mario Cipollini  | Saeco-Estro | 2h11'16" |
| 2    | Massimo Strazzer | Roslotto    | s.t.     |
| 3    | Fabio Baldato    | MG Boys     | s.t.     |

| Pos. | Corridore       | Squadra     | Tempo    |
| ---- | --------------- | ----------- | -------- |
| 1    | Mario Cipollini | Saeco-Estro | 2h11'16" |

### 2ª tappa
- 13 febbraio: Arles > Rognac – 72 km

| Pos. | Corridore       | Squadra     | Tempo    |
| ---- | --------------- | ----------- | -------- |
| 1    | Mario Cipollini | Saeco-Estro | 1h31'45" |
| 2    | Fabio Baldato   | MG Boys     | s.t.     |
| 3    | Henk Vogels     | Gan         | s.t.     |

| Pos. | Corridore       | Squadra     | Tempo |
| ---- | --------------- | ----------- | ----- |
| 1    | Mario Cipollini | Saeco-Estro |       |

### 3ª tappa
- 13 febbraio: Berre l'Etang > Velaux (cron. a squadre) – 18,9 km

| Pos. | Squadra         | Tempo  |
| ---- | --------------- | ------ |
| 1    | Festina-Lotus   | 21'51" |
| 2    | Batik-Del Monte | a 5"   |
| 3    | Saeco-Estro     | a 23"  |

| Pos. | Corridore        | Squadra       | Tempo    |
| ---- | ---------------- | ------------- | -------- |
| 1    | Emmanuel Magnien | Festina-Lotus | 4h02'05" |

### 4ª tappa
- 14 febbraio: La Fare-les-Oliviers > Antibes – 214 km

| Pos. | Corridore        | Squadra  | Tempo    |
| ---- | ---------------- | -------- | -------- |
| 1    | Massimo Strazzer | Roslotto | 5h11'24" |
| 2    | Jaan Kirsipuu    | Casino   | s.t.     |
| 3    | Stéphane Barthe  | Casino   | s.t.     |

| Pos. | Corridore        | Squadra       | Tempo    |
| ---- | ---------------- | ------------- | -------- |
| 1    | Emmanuel Magnien | Festina-Lotus | 9h16'26" |

### 5ª tappa
- 15 febbraio: Cannes > Mont Faron – 141 km

| Pos. | Corridore          | Squadra       | Tempo    |
| ---- | ------------------ | ------------- | -------- |
| 1    | Michele Bartoli    | MG Boys       | 4h01'21" |
| 2    | Emmanuel Magnien   | Festina-Lotus | a 19"    |
| 3    | Francesco Frattini | Batik         | a 20"    |

| Pos. | Corridore        | Squadra       | Tempo     |
| ---- | ---------------- | ------------- | --------- |
| 1    | Emmanuel Magnien | Festina-Lotus | 13h18'00" |

### 6ª tappa
- 16 febbraio: Hyères > Marsiglia – 124 km

| Pos. | Corridore        | Squadra       | Tempo    |
| ---- | ---------------- | ------------- | -------- |
| 1    | A. Gončenkov     | Roslotto      | 3h08'18" |
| 2    | Michele Bartoli  | MG Boys       | s.t.     |
| 3    | Emmanuel Magnien | Festina-Lotus | s.t.     |

| Pos. | Corridore          | Squadra       | Tempo     |
| ---- | ------------------ | ------------- | --------- |
| 1    | Emmanuel Magnien   | Festina-Lotus | 16h21'14" |
| 2    | Michele Bartoli    | MG Boys       | a 2"      |
| 3    | Francesco Frattini | Batik         | a 11"     |

## Classifiche finali

### Classifica generale
| Pos. | Corridore            | Squadra                      | Tempo     |
| ---- | -------------------- | ---------------------------- | --------- |
| 1    | Emmanuel Magnien     | Festina-Lotus                | 16h21'14" |
| 2    | Michele Bartoli      | MG Boys Maglificio-Technogym | a 2"      |
| 3    | Francesco Frattini   | Batik-Del Monte              | a 11"     |
| 4    | Mirko Celestino      | Team Polti                   | a 43"     |
| 5    | Francesco Casagrande | Saeco-Estro                  | a 46"     |
| 6    | Aleksandr Gončenkov  | Roslotto-ZG Mobili           | a 59"     |
| 7    | Scott Sunderland     | Gan                          | a 1'00"   |
| 8    | Richard Virenque     | Festina-Lotus                | a 1'03"   |
| 9    | Didier Rous          | Festina-Lotus                | a 1'12"   |
| 10   | Rodolfo Massi        | Casino-C'est votre équipe    | a 1'21"   |